# 댄 길로이
댄 길로이(Dan Gilroy, 1959년 6월 24일 ~ )는 미국의 영화 각본가, 영화 감독이다. 2014년 영화 《나이트크롤러》로 감독 데뷔를 했으며, 이 영화를 통해 제30회 인디펜던트 스피릿 어워드 각본상을 수상했고 제87회 아카데미상 각본상 후보에 올랐다. 각본 참여 작품으로는 영화 《프리잭》, 《더 폴: 오디어스와 환상의 문》, 《리얼 스틸》, 《본 레거시》 등이 있다.

## 작품 목록
| 연도 | 제목                        | 연출   | 각본 | 제작   | 비고          |
| ---- | --------------------------- | ------ | ---- | ------ | ------------- |
| 1992 | 프리잭                      | 아니요 | 예   | 아니요 |               |
| 1994 | 체이서                      | 아니요 | 예   | 아니요 |               |
| 2005 | 투 포 더 머니               | 아니요 | 예   | 예     |               |
| 2006 | 더 폴: 오디어스와 환상의 문 | 아니요 | 예   | 아니요 |               |
| 2011 | 리얼 스틸                   | 아니요 | 예   | 아니요 |               |
| 2012 | 본 레거시                   | 아니요 | 예   | 아니요 |               |
| 2014 | 나이트크롤러                | 예     | 예   | 아니요 | 감독 데뷔작   |
| 2017 | 콩: 스컬 아일랜드           | 아니요 | 예   | 아니요 |               |
| 2017 | 로만 J 이스라엘, 에스콰이어 | 예     | 예   | 아니요 |               |
| 2019 | 벨벳 버즈소                 | 예     | 예   | 아니요 | 넷플릭스 영화 |